# Орестиада
Орестиада (на гръцки: Ορεστιάδα, Орестиада, катаревуса: Ορεστιάς, Орестиас, на турски: Kumçiftliği, Кумчифтлии) е най-северният град в Гърция, център на дем Орестиада. Има население около 25 000 души.
Градът е основан в 1923 г. от бежанци след загубата в Гръцко-турската война (1919 – 1922), старата Орестиада е на турска територия. Новият град е разположен на 2 км западно от река Марица, която представлява естествена граница между Гърция и Турция, на 23 км в посока юг югозапад от Одрин и на 66 км югоизточно от Свиленград. Град Дедеагач отстои на 110 км южно от Орестиада, между двата града са разположени градовете – Димотика и Софлу. На 8 км на юг е старата гара Каблешково.
Орестиада, по-точно Нова Орестиада, е сравнително млад и модерен град. Автентичната стара Орестиада е била край Одрин. Името на селището легендата извежда от митичните му основатели преди 3000 години – Орест, син на Агамемнон и Клитемнестра. Планът на днешна Орестиада, на левия бряг на Марица е на архитект Спирос Дасиос от 1923 г.

Уличният план на града е от мрежов тип и се движи почти успоредно в посока изток – запад и север – юг. Европейски път E85/GR-51 преминаващ през Орестиада е изведено на 1 км западно от самия град.
Орестиада се стреми да играе важна търговска и социална роля в района. Градът разполага с железопътна гара, медицински център, филхармоничен оркестър и хор, а извън селището е разположена захарна фабрика, която обработва отглежданото в региона захарно цвекло. В региона има големи посеви с аспержи, картофи, тютюн, дини и житни култури, в животновъдството основно място заема говедовъдството.
През 1999 г. Орестиада става четвъртият град, в който има катедри на Тракийския университет „Демокрит“. Катедрите в Орестиада са по селско и горско стопанство, управление на околната среда и природните ресурси. И двете катедри имат петгодишни курсове на обучение и около 800 учащи.

## Демография
| Година | град   | Демова секция | Демова единица | дем    |
| ------ | ------ | ------------- | -------------- | ------ |
| 1951   | 7719   | 12 832        | 17 825         | 43 929 |
| 1961   | 10 281 | 12 908        | 19 441         | 48 821 |
| 1971   | 10 727 | 12 513        | 17 637         | 40 869 |
| 1981   | 12 685 | 14 727        | 20 297         | 43 141 |
| 1991   | 12 691 | 14 783        | 19 669         | 40 821 |
| 2001   | 15 246 | 17 194        | 21 730         | 39 485 |